# James Peebles
Phillip James Edwin Peebles, född 25 april 1935 i Winnipeg, Manitoba, Kanada, är en amerikansk teoretisk fysiker, prisbelönt kosmolog, nobelpristagare i fysik 2019 och läroboksförfattare. Han började studera fysikalisk kosmologi innan ämnet betraktades som en seriös, kvantitativ gren av fysiken och är kanske den som gjort mest för att etablera den som egen respektabel disciplin.
Jim Peebles tog sin grundexamen i fysik 1958 vid University of Manitoba. Han fortsatte till Princeton University, där han doktorerade och så småningom fick sin Albert Einstein-professur. Han är numera professor emeritus vid Princeton. 
Han har lämnat många viktiga bidrag till big bang modellen, när det gäller den kosmiska bakgrundsstrålningen, syntesen av atomkärnor, mörk materia och mörk energi. Han har fortlöpande bidragit till teorin om strukturbildning i kosmos. Det hela dokumenterat i vetenskapliga artiklar och böcker. Hans tegelsten ”Physical cosmology” från 1971 är fortfarande en klassiker för forskarstudenter.

## Utmärkelser
Peebles har erhållit ett flertal akademiska utmärkelser. Han har även fått asteroiden 18242 Peebles uppkallad efter sig.
- Eddingtonmedaljen,  1981
- Dannie Heineman-priset i astrofysik,  1982[2]
- Petrie Prize Lecture,  1989
- Henry Norris Russell-lektorat,  1993
- Brucemedaljen,  1995[3]
- Oskar Klein-medaljen,  1997[4]
- Royal Astronomical Societys guldmedalj,  1998
- Gruber-priset i kosmologi,  2000[5]
- Harvey-priset,  2001[6]
- Tomalla-priset,  2003
- Shawpriset i Astronomi,  2004
- Crafoordpriset i astronomi, med  James E. Gunn och Martin Rees,  2005[7]
- Dirac-medaljen (ICTP),  2013[8]
- Nobelpriset i fysik, med  Michel Mayor och Didier Queloz,  2019[9][10]
- Companion av Kanadaorden,  2020[11]
- Karl G. Jansky Lectureship

[Redigera Wikidata]